# アンドロメダ座
アンドロメダ座（アンドロメダざ、ラテン語: Andromeda）は、現代の88星座の1つで、プトレマイオスの48星座の1つ。カシオペヤ座とペガスス座の間に位置する。古代ギリシアの伝承に登場するエチオピアの王女アンドロメダーをモチーフとしている。肉眼で見える最も遠い天体の1つとされる渦巻銀河アンドロメダ銀河 (M31) があることで知られる。

## 特徴

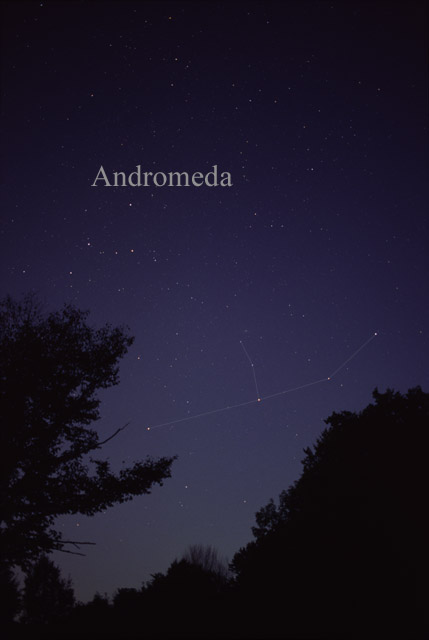
2003年9月に撮影されたアンドロメダ座。Andromeda の文字の下に見えるW字形の星の並びはカシオペヤ座の星々。

東をペルセウス座、北をカシオペヤ座、西をとかげ座、南西をペガスス座、南をうお座、南東をさんかく座に囲まれている。20時正中は11月下旬頃、北半球では秋の星座とされるが、晩春から早春にかけて長く観望することができる。

## 由来と歴史
紀元前3世紀前半のマケドニアの詩人アラートスの詩篇『ファイノメナ (古希: Φαινόμενα)』
や、紀元前3世紀後半の天文学者エラトステネースの天文書『カタステリスモイ (古希: Καταστερισμοί)』では、アンドロメダーは生贄にされたときと同じように両腕を広げて鎖で繋がれた姿で星座となっていると伝えられている。
アンドロメダ座に属する星の数は、エラトステネースの『カタステリスモイ』や1世紀初頭の古代ローマの著作家ガイウス・ユリウス・ヒュギーヌスの『天文詩 (羅: De Astronomica)』では20個、帝政ローマ期の2世紀頃のクラウディオス・プトレマイオスの天文書『ヘー・メガレー・スュンタクスィス・テース・アストロノミアース (古希: ἡ Μεγάλη Σύνταξις τῆς Ἀστρονομίας)』、いわゆる『アルマゲスト』では23個とされた。
1922年5月にローマで開催されたIAUの設立総会で現行の88星座が定められた際にそのうちの1つとして選定され、星座名は Andromeda、略称は And と正式に定められた。

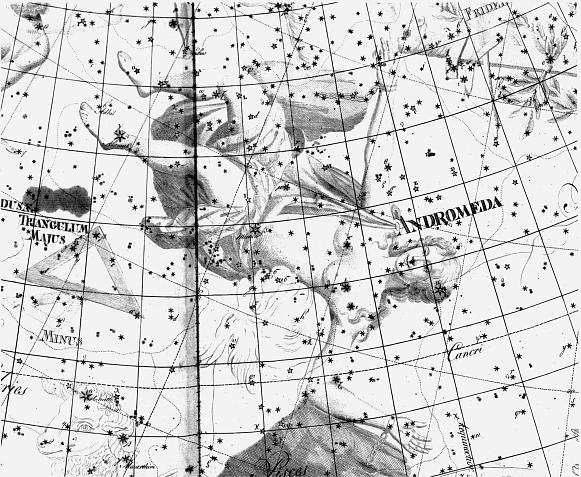
ドイツの天文学者ヨハン・ボーデの星図『ウラノグラフィア』に描かれたアンドロメダ座。

### 中東
紀元前500年頃に製作された粘土板文書『ムル・アピン (MUL.APIN)』では、アンドロメダ座東部の星が「牡鹿」、18・31・32 が「虹」、βが「抹殺者」の星座とされていたと考えられている。

### 中国
ドイツ人宣教師イグナーツ・ケーグラー（戴進賢）らが編纂し、清朝乾隆帝治世の1752年に完成・奏進された星表『欽定儀象考成』では、アンドロメダ座の星は、二十八宿の北方玄武七宿の第六宿「室宿」、第七宿「壁宿」、西方白虎七宿の第一宿「奎宿」、第二宿「婁宿」に配されていたとされる。
室宿では、3・7・8・λ・ξ・κ・ι の7星が空を飛ぶ蛇身の怪物を表す星官「螣蛇」に配された。壁宿では、α が壁あるいは宮廷の図書館を表す星官「壁」に、θ・ρ・σ の3星が天の厩舎を表す星官「天厩」に配された。奎宿では、η・ζ・65・ε・δ・π・ν・μ・β の9星が天の兵器庫を表す星官「奎」に、φ が軍の南門を表す星官「軍南門」に配された。婁宿では、γ・51・49・χ・υ・τ・56 の7星が天の牢獄を表す星官「婁」に配された。

## 神話
帝政ローマ最初期の詩人オウィディウスの『変身物語』や伝アポロドーロスの『ビブリオテーケー』では以下の物語が伝えられている。
アンドロメダーは、エチオピアの王ケーペウスと王妃カッシオペイアの娘である。カッシオペイアが「自分の美貌は海のニュムペー ネーレーイスに優る」と自惚れたことに腹を立てたネーレーイスたちはポセイドーンに訴え出た。それを聞き入れたポセイドーンは、エチオピアに海の怪物ケートスを遣わし、災害を引き起こした。困ったケーペウスが神託を立てたところ、「災害を止めるにはアンドロメダーをケートスに生贄として捧げなければならない」とされたため、アンドロメダーはヨッパの海辺の岩に鎖で縛られ、ケートスに捧げられた。そこに、ゴルゴーンの一人メドゥーサを退治して帰る途中のペルセウスが通りかかり、事情を聞いた。ペルセウスは、ケートスを倒して彼女を救うことができたら彼女との結婚を認めることをケーペウスに約束させると、ケートスをハルパーで切って倒してアンドロメダーを救った。こうしてアンドロメダーはペルセウスの妻となることとなったが、婚約者であったケーペウスの弟ピーネウスはペルセウスを除こうと謀を巡らせた。これに気付いたペルセウスは、メドゥーサの首をピーネウスとその共謀者たちに見せて彼らを石に変えて難を逃れた。アンドロメダーはペルセウスとの間にペルセスを始めとして6人の子を設けたとされる。アンドロメダーは、後にアテーナーにより天に上げられた。
エラトステネースの『カタステリスモイ』とヒュギーヌスの『天文譜』では、紀元前5世紀の古代ギリシアの劇作家エウリピデースの戯曲『アンドロメダー』に記された話として、ペルセウスに助けられたアンドロメダーはケーペウスとカッシオペイアの懇願を振り切ってペルセウスと共にアルゴスへ向かったと伝えている。
19世紀イギリスのアッシリア学者アーチボルド・セイスは、バビロニア神話の創世叙事詩『エヌマ・エリシュ』で語られるマルドゥクによるティアマト退治の物語が、ペルセウスとアンドロメダの物語の基礎となった、と主張している。

## 呼称と方言
世界で共通して使用されるラテン語の学名は Andromeda、日本語の学術用語としては「アンドロメダ」とそれぞれ正式に定められている。現代の中国では、仙女座と呼ばれている。
明治初期の1874年（明治7年）に文部省より出版された関藤成緒の天文書『星学捷径』では「アンドロメダ」という読みと「縛セラレタル公主」という解説が紹介された。また、1879年（明治12年）にノーマン・ロッキャーの著書『Elements of Astronomy』を訳して刊行された『洛氏天文学』では「アンドロメダ」と紹介された。30年ほど時代を下った明治後期でも「アンドロメダ」と呼ばれていたことが、1908年（明治41年）4月に創刊された日本天文学会の会報『天文月報』の第1巻1号に掲載された「四月の天」と題した記事で確認できる。この訳名は、東京天文台の編集により1925年（大正14年）に初版が刊行された『理科年表』にも「アンドロメダ」として引き継がれ、1944年（昭和19年）に天文学用語が見直しされた際も「アンドロメダ」が継続して使用されることとされた。

これに対して、天文同好会の山本一清らは異なる読みを充てていた。天文同好会の編集により1928年（昭和3年）4月に刊行された『天文年鑑』第1号では、星座名 Andromeda に対して「アンドロメダ」の読みを充てた。しかし、翌1929年（昭和4年）刊行の第2号ではこれを「アンドロメ」と改め、以降の号でもこの表記を継続して用いた。これについて山本は東亜天文学会の会誌『天界』1934年4月号の「天文用語に關する私見と主張 (2)」という記事の中で以下のような見解を開陳していた。
この山本の主張は受け容れられず、戦後も継続して「アンドロメダ」が使われ続けた。1952年（昭和27年）7月に日本天文学会が「星座名はひらがなまたはカタカナで表記する」とした際も Andromeda の日本語名はアンドロメダが維持され、以降も継続して アンドロメダ が用いられている。

### 方言
δ、β、γの3つの星が作る線を、升に盛った穀類の盛り上がった部分を平らにならす「斗掻き」に見立てて「とかきぼし」（斗掻き星）と呼んだことが伝えられている。アンドロメダ座は、その領域の多くが二十八宿の1つ「奎宿」の領域に含まれており、江戸時代には奎宿に「トカキボシ」と訓があてられることもあった。また新潟県三条市には、玄米から糠を落として白米にする作業に使う「米搗き」に見立てた「こめつきぼし」（米搗き星）という呼び名が伝えられている。

## 主な天体

### 恒星
α星、β星、γ星の3つの2等星がある。α星のアルフェラッツは「ペガススの大四辺形」を構成する星の1つで、四辺形の中で北東の角を成している。また、ペルセウス座α星からアンドロメダ座のγ星・β星・α星・ペガスス座β星と繋いだ曲線は、「秋の大曲線」と呼ばれることもある。
2023年10月現在、国際天文学連合 (IAU) によって9個の恒星に固有名が認証されている。
α星
見かけの明るさ2.06 等のA星と11.11 等のB星の二重星。かつてはペガスス座の一部と見なされ、ペガスス座δ星 (δ Peg) とされたこともあった。主星のA星から93″（秒）離れて見える11等星のB星は見かけの二重星だが、A星自体が2.22 等のAa星と4.21 等のAb星からなる分光連星であり、約96.7 日の周期で互いに公転している。2014年の研究では、Aa星の質量は3.84±0.29 M☉（太陽質量）、Ab星の質量は1.63±0.26 M☉であるとされた。Aa星は回転変光星の分類の1つ「りょうけん座α2型変光星 (ACV)」の可能性があると考えられており、約0.96 日の周期で0.04 等の振幅で変光していると見られている。Aa星には、アラビア語で「馬」を意味する言葉に由来する「アルフェラッツ (Alpheratz)」という固有名がIAUによって認証されている他、アラビア語で「（馬の）へそ」を意味する言葉に由来する「シラー(Sirrah)」という名称も知られていた。
β星
見かけの明るさ2.05 等、スペクトル型 M0+IIIa の赤色巨星で、2等星。アラビア語で「腰布」を意味する言葉に由来する「ミラク(Mirach)」という固有名が認証されている。この星に非常に近い位置にあるライナー (LINER, low-ionization nuclear emission line region) 型の活動銀河NGC 404は、ミラクの眩しさに隠されてしまうため「ミラクの幽霊(Ghost of Mirach, Mirach's Ghost)」と呼ばれている。
γ星
見かけの明るさ2.10 等、スペクトル型 K2+IIb の輝巨星で2等星のA星と高温の主系列星2つが連星を成しているB星とC星が見かけの二重星となっており、小望遠鏡で観測すると、オレンジ色のA星と青色のB星の色のコントラストが非常に美しいことで知られる。B・Cの連星系は、約63.7年の周期で互いを公転しているだけでなく、B星自体が分光連星を成しており、未発見の伴星と約2.67 日の周期で互いに公転していると考えられている。A星には、アラビア語で「カラカル」を意味する言葉に由来する「アルマク(Almach)」という固有名が認証されている。
ξ星
太陽系から約223 光年の距離にある、見かけの明るさ4.868 等、スペクトル型 K0-IIIb の赤色巨星で、6等星。アラビア語で「（ローブなどの）すそ」を意味する言葉に由来する「アディル(Adhil)」という固有名が認証されている。
υ星
太陽系から約44 光年の距離にある、見かけの明るさ4.10 等、スペクトル型 F9V のF型主系列星で、4等星。4つの太陽系外惑星が存在すると考えられている。2015年に開催されたIAUの太陽系外惑星命名キャンペーン「NameExoWorlds」で、モロッコの都市テトゥアンの旧市街地でユネスコの世界遺産に登録された Medina of Tétouan（旧称 Titawin）にちなんだ「ティタウィン(Titawin)」という固有名が認証された。
14番星
太陽系から約248 光年の距離にある、見かけの明るさ5.22 等、スペクトル型 G8III の黄色巨星で、5等星。2015年に開催されたIAUの太陽系外惑星命名キャンペーン「NameExoWorlds」で、カナダの天文愛好家団体からの提案により、ラテン語で「真実があるところ」という意味の vēritāte にちなんだ「ヴェリタテ (Veritate)」という固有名が認証された。
51番星
太陽系から約176 光年の距離にある、見かけの明るさ3.57 等、スペクトル型 K3-IIICN0.5 の赤色巨星で、4等星。「ネンブス (Nembus)」という固有名が認証されている。ヨハン・バイエルの『ウラノメトリア』でペルセウス座のυとされたため、ペルセウス座υ星 (υ Peg) とされたこともある。
HD 16175
太陽系から約196 光年の距離にある、見かけの明るさ7.28 等、スペクトル型 G2 の7等星。2019年に開催されたIAUの100周年記念行事「IAU100 NameExoWorlds」でエチオピアに命名権が与えられ、主星は Buna、太陽系外惑星は Abol と命名された。
HAT-P-6
太陽系から約895 光年の距離にある、見かけの明るさ10.47 等、スペクトル型 F8V のF型主系列星で、10等星。IAUの100周年記念行事「IAU100 NameExoworlds」でオランダに命名権が与えられ、主星は Sterrennacht、太陽系外惑星は Nachtwacht と命名された。
このほか、以下の恒星が知られている。
κ星
太陽系から約163 光年の距離にある、見かけの明るさ4.14 等、スペクトル型 B9IVn の準巨星で、4等星。2012年11月、すばる望遠鏡での直接撮像によってガス惑星あるいは褐色矮星と考えられる天体が発見された。
Z星
太陽系から約6,700 光年の距離にある、スペクトル型M2IIIの赤色巨星とB1eqの白色矮星からなる連星系で、8等星。「共生星 (Symbiotic star)」と呼ばれる高温星と晩期型スペクトルを持つ恒星の連星系と高温星の輻射によって励起され広がったエンベロープからなる天体に分類されている。変光星としては、激変星の分類の1つ「アンドロメダ座Z型変光星」のプロトタイプとされる。1901年にハーバード大学天文台のウィリアミーナ・フレミングが写真乾板上に同年のペルセウス座の新星や1888年のへびつかい座の新星に似た奇妙なスペクトルを持つ星があることを発見した。この発見はしばらく忘れられていたが、1932年にポール・メリルとミルトン・フメーソンがこの星と同様の特徴を持つ赤色巨星を複数再発見した際にその特異性に着目され、1941年にメリルが共生星という新たな分類を提唱した際にはこの分類を代表する星とされた。
ロス248
太陽系から約9.99 光年の距離にある、スペクトル型 M5.0V の赤色矮星。約3万7千年後には太陽系から約2.99 光年まで近付くと考えられている。
WASP-1
太陽系から約1,250 光年の距離にある、見かけの明るさ11.31 等、スペクトル型 F7V のF型主系列星で、11等星。木星よりわずかに軽いホット・ジュピター「WASP-1b」が主星から0.04 天文単位 (au) の公転軌道を約2.52 日の周期で公転している。WASP-1bは、トランジット法による太陽系外惑星探索プロジェクト「スーパーWASP (SuperWASP)」による最初の太陽系外惑星検出事例として、2006年9月26日にWASP-2bとともに公表された。
SN 1885A
1885年にアンドロメダ銀河内で発見された突発天体で、Ia型超新星と見られている。天の川銀河の外で発生した超新星として史上初めて発見されたもので、かつアンドロメダ銀河内に発見された唯一の超新星である。

### 星団・星雲・銀河
有名なアンドロメダ銀河を始め、メシエ天体に数えられる銀河が3つ位置している。また、3つの天体がパトリック・ムーアがアマチュア天文家の観測対象に相応しい星団・星雲・銀河を選んだ「コールドウェルカタログ」に選ばれている。
M31
アンドロメダ銀河の通称で知られる渦巻銀河で、天の川銀河が属する銀河群である局所銀河群で最大の銀河。見かけの明るさは3.44 等と肉眼で見えるほど明るく、アブド・アッ＝ラフマン・アッ＝スーフィー (Abd-al-Rahman Al Sufi) の『星座の書』によると、905年あるいはそれ以前からイスファハンのペルシア人天文学者には知られていたとされる。天の川銀河との距離は算出手法によって約238万 光年（731 キロパーセク (kpc)）から約267万 光年 (0.82 Mpc)と大きな差が残るものの、およそ250万 光年前後の距離にあると考えられており、肉眼で見ることのできる天体の中で最も遠いものの1つとされる。天球上では、アンドロメダ座β星からμ星へと結んだ線分をμ星方向にほぼ等距離伸ばした位置に見ることができる。100 キロメートル毎秒の速度で天の川銀河に接近しており、40億-50億年後に天の川銀河と衝突した後に合体して1つの巨大な楕円銀河を形成すると予想されている。この将来生じるとされる巨大楕円銀河には「ミルコメダ(英: Milkomeda)」という仮称で呼ばれている。2020年の研究では、43億年後に最初の接近遭遇が生じて、それから10億年以上かけて1つの銀河となると予測している。
M32
M31の伴銀河で、局所銀河群に属する楕円銀河。1749年にフランスの天文学者ギョーム・ル・ジャンティ (Guillaume-Joseph-Hyacinthe-Jean-Baptiste Le Gentil de la Galaziere) が発見した。M31の渦状腕の外側と重なって見えるが、M32のほうが手前側にあるとされる。かつては現在より大きな銀河だったが、過去にM31に接近遭遇したことによって星や星団がM31に剥ぎ取られてしまったと考えられている。年老いた種族IIの星が多く、新たな星を形成するダストレーンやガス雲、中性水素などの構造も、散開星団のような若い星の集団もないことから、M32では新たな星形成は起きてないとされる。
M110
M31の伴銀河で、局所銀河群に属する楕円銀河。1773年にシャルル・メシエが発見した。メシエのオリジナルのカタログには入れられていなかった天体で、1966年にウェールズのアマチュア天文家ケネス・グリン・ジョーンズによってメシエカタログに加えられた。
NGC 7662
太陽系から約5,700 光年の距離にある惑星状星雲。コールドウェルカタログの22番に選ばれている。1784年にハノーファー生まれのイギリスの天文学者ウィリアム・ハーシェルが発見した。英語では「青い雪玉」を意味する Copeland's Blue Snowballや Blue Snowball という通称で呼ばれているが、日本語ではなぜか「青い雪だるま星雲」と訳されている。小口径の望遠鏡では灰緑色の楕円形のリングに見える。
NGC 891
天の川銀河から約2,900万 光年の距離にある渦巻銀河。コールドウェルカタログの23番に選ばれている。1784年10月6日にウィリアム・ハーシェルが発見した。銀河円盤をほぼ真横から見た「エッジオン銀河」であるため、銀河中心部の構造を直接見ることは難しいが、分子雲のダイナミクスによる研究から中心部に棒状構造が存在する可能性が高いとされている。
NGC 752
太陽系から約1,500 光年の距離にある散開星団。コールドウェルカタログの28番に選ばれている。1654年以前にシチリア島の天文学者ジョヴァンニ・バッティスタ・オディエルナが発見した記録が残っているが、彼の発見は1980年代に入るまで知られておらず、1783年9月29日にウィリアム・ハーシェルの妹カロライン・ハーシェルが発見したものとされていた。誕生から約11億7000万 年が経過していると考えられている。
Mayall II
天の川銀河から約254万 光年 (0.780 Mpc) の距離にある、M31に属する球状星団。1953年にニコラス・メイオールとオリン・エッゲンが1948年にパロマー天文台で撮影された写真乾板から発見した。局所銀河群最大の球状星団で、天の川銀河最大の球状星団オメガ星団の2倍の質量があると考えられている。
- 局所銀河群最大の渦巻銀河アンドロメダ銀河 (M31)。M31の左下に見える銀河はM110、M31の核の右に重なるように見える銀河はM32。
- 2000年にハッブル宇宙望遠鏡 (HST) の広視野惑星カメラ2 (WFPC2) で撮像された惑星状星雲NGC 7662。Blue Snowball nebula という通称で知られる。
- 2020年にキットピーク国立天文台の4メートル Nicholas U. Mayall 望遠鏡で撮影されたエッジオン銀河NGC 891。
- パンスターズで撮影された散開星団NGC 752。
- HSTの広視野カメラ3 (WFC3) の撮像データから合成された、局所銀河群最大の球状星団メイオールII（英語版）。
- β星ミラク（右の輝星）と「ミラクの幽霊 (Mirach's Ghost)」ことNGC 404（中央上部）。

## 流星群
アンドロメダ座の領域内に放射点がある流星群のうち、IAUの流星データセンター (IAU Meteor Data Center) で確定された流星群 (Established meteor showers) とされているものは、アンドロメダ座流星群、アンドロメダ座c流星群 (c Andromedids)、アンドロメダ座49流星群 (49 Andromedids)の3つである。アンドロメダ座流星群は11月13日頃に極大を迎える流星群で、19世紀半ばに分裂・消滅した周期彗星ビエラ彗星 (3D/Biela) が母天体であると考えられている。1872年と1885年に1時間に数千個の流星雨を降らせるなど顕著な活動を見せたが、20世紀以降は活動が衰えており、放射点もアンドロメダ座に隣接するさんかく座とうお座に至るまで拡散している。アンドロメダ座c流星群は2012年8月に追加された流星群で、7月13日頃に極大を迎える。アンドロメダ座49流星群は2015年8月に追加された流星群で、7月17日頃に極大を迎える。